# 梧桐街道 (桐乡市)
梧桐街道，原称梧桐镇，是中国浙江省嘉兴市桐乡市下辖的一个街道，桐乡市人民政府所在地。

## 概述
梧桐街道原名梧桐镇。梧桐水名，雅作桐溪，古时原系乡村草市。北宋时，属嘉兴县，熙宁十年（1077年）入崇德县。明宣德五年（1430年），巡抚胡概奏折崇德之梧桐等六乡置桐乡县，治梧桐。1933年，改名梧桐镇。1958年，并崇德入桐乡县，梧桐镇为县治所在。1992年，梧桐、城南、钱林三乡并入。2001年10月，桐乡市乡镇行政调整，撤销梧桐镇改为梧桐街道。
梧桐街道为桐乡市人民政府所在地，是全市政治、经济、文化、科技中心。西距杭州市65千米，东至上海市140千米，北上苏州市100千米，320国道穿境而过，距沪杭高速公路入口处8千米，京杭大运河横贯北侧，是连接杭、苏、沪三大城市的交通要道之一。
2006年，街道辖区总面积75.5平方千米，其中建成区面积20.2平方千米。有中小学17所，其中中学10所，小学7所。辖区内有医疗机构20个，其中有两所医院、一家妇保院。

## 辖区
2001年行政调整后，街道管理原梧桐镇，以及原白桃乡部分，一共17个村、15个居民区，办事处驻公园路。下设：
庆丰社区、九曲社区、杨家门社区、东兴社区、学前社区、大发社区、文昌社区、凤鸣社区、永宁社区、环南社区、复兴社区、振东社区、凤凰社区、同庆社区、百乐社区、城东村、东方红村、庆丰村、三新村、民安村、城西村、钱林村、同心村、逾桥村、众善村、梧桐村、百福村、安乐村、新玄村、革新村、城南村、桃园村。

## 产业
梧桐城内有砖塔三座和城隍庙、关帝庙、千年古刹风鸣寺等胜迹，清咸丰年间，历遭兵燹。梧桐街道盛产蚕茧、油菜籽、络麻、晒红烟、杭白菊。乡镇工业发达，有煤矿机械、电机、丝织、卷烟、大型模具等厂。320国道横贯梧桐街道；康泾塘水运连接京杭大运河。有钱君匋艺术院，博物馆、体育馆等文体设施。1966年创建的梧桐丝厂是浙江省重点企业，并有梅花牌白厂丝是国家银质奖。东方红丝厂也曾在1980年代闻名于世。

## 文物保护单位
| 编号               | 名称               | 年代               | 地址                       | 坐标               | 图片               | 公布               |                    |
| 浙江省文物保护单位 | 浙江省文物保护单位 | 浙江省文物保护单位 | 浙江省文物保护单位         | 浙江省文物保护单位 | 浙江省文物保护单位 | 浙江省文物保护单位 | 浙江省文物保护单位 |
| ------------------ | ------------------ | ------------------ | -------------------------- | ------------------ | ------------------ | ------------------ | ------------------ |
| 7-122              | 夏氏府第           | 清                 | 梧桐街道永宁社区夏家浜     |                    |                    |                    |                    |
| 桐乡市文物保护单位 |                    |                    |                            |                    |                    |                    |                    |
|                    | 徐家墩遗址         | 良渚文化           | 梧桐街道钱林村徐家墩组     |                    |                    |                    |                    |
| 5                  | 向阳院             | 清代               | 梧桐街道东兴社区武庙街28号 |                    |                    | 2010年9月14日      |                    |